# Platyrhachus convexus
Platyrhachus convexus är en mångfotingart som beskrevs av Filippo Silvestri 1895. Platyrhachus convexus ingår i släktet Platyrhachus och familjen Platyrhacidae. Inga underarter finns listade i Catalogue of Life.